# Condylactis
Condylactis is een geslacht van zeeanemonen uit de familie van de Actiniidae.

## Soorten
- Condylactis aurantiaca (Delle Chiaje, 1825)
- Condylactis gigantea (Weinland, 1860)
- Condylactis kerguelensis (Studer, 1879)
- Condylactis parvicornis Kwietniewski, 1898